# Olli Markenros
Olli Juhani Markenros, född 18 december 1961 i Kotka i södra Finland, är en svensk musikalartist, skådespelare och röstskådespelare som gjorde den svenska rösten till Nalle Puh från 1990 till 1999, rösten till Hamm i Toy Story-filmerna och var även med i ett antal olika TV-program på TV-kanalen Cartoon Network. Idag är han bosatt i Malmö.

## Teater

### Roller
| År   | Roll | Produktion                                       | Regi          | Teater         |
| 1990 | Jack | Into the Woods Stephen Sondheim och James Lapine | Georg Malvius | Wermland Opera |

### Fotnoter
1. ↑  Ratsit, läst 24 februari 2022
2. ↑  ”Into the Woods”. Wermland Opera. Arkiverad från originalet den 25 september 2015. https://web.archive.org/web/20150925103728/http://www.wermlandopera.com/into-the-woods. Läst 24 september 2015.